# Andy O’Brien
Andrew „Andy“ James O’Brien (* 29. Juni 1979 in Harrogate) ist ein ehemaliger irischer Fußballspieler, der zuletzt von 2012 bis 2014 für die Vancouver Whitecaps spielte.

## Karriere
O’Brien begann seine Fußballerkarriere bei Bradford City. Von 1994 bis 2001 war er dort unter Vertrag. 2001 wechselte der Innenverteidiger, der auch im defensiven Mittelfeldspiel spielen kann, zu Newcastle United. Die beiden Spielzeiten 2005/06 und 2006/07 absolvierte er für den FC Portsmouth, bevor er dann am 13. August 2007 zu den Bolton Wanderers wechselte.
Nachdem er zunächst auf Leihbasis für Leeds United in der Football League Championship 2010/11 aktiv gewesen war, wechselte Andy O’Brien Anfang Januar 2011 auf fester Vertragsbasis zu dem Verein aus Leeds.
Zwischen 2012 und 2014 spielte er für die kanadischen Vancouver Whitecaps.

### Nationalmannschaft
O’Brien ist ein ehemaliger irischer Nationalspieler und stand im Kader seines Landes für die WM 2002 in Japan und Südkorea, wo er jedoch nicht zum Einsatz kam.